# Districte de Balaghat
El districte de Balaghat és una divisió administrativa de l'estat de Madhya Pradesh a l'Índia, divisió de Jabalpur. La superfície és de 9.245 km². El riu Wainganga el separa del districte de Seoni. Els rius Bawanthadi i Bagh formen la frontera de l'estat. La població el 1991 era d'1.365.870 habitants i al cens del 2001 d'1.497.968 habitants. La població antigament era: (1881) 340.614, (1891) 383.363, i (1901) 326.521. La capital és Balaghat (ciutat). El districte es va formar per fusió de parts dels districte de Bhandara, Mandla i Seoni entre 1867 i 1873. La capital es va dir inicialment Burha o Boora però finalment se la va anomenar Balaghat que originalment només era el nom del districte.
Els principals rius són el Wainganga, el Bagh, el Son, el Deo, el Ghisri i el Halon. A part i destaquen el Kanha National Park (en part al districte), Fort i temple de Lanji, Resclosa de Nahlesara, Resclosa de Dhuti, Temple de Rampaily, Temple de Gomji-Somji, Bawali i temple de Hatta (Balaghat),Cascada de Gangulpara i cisterna 

## Divisió administrativa
Està dividit en sis tehsils, 10 blocks de desenvolupament, 13657 pobles, 1312 pobles fiscals, 55 pobles de selva, 79 pobles deshabitats, i 664 panchayats.
Els tehsisls són:
- Balaghat
- Kirnapur
- Waraseoni
- Katangi
- Lanji
- Baihar

Els blocs són:
- Katangi
- Khairlanji
- Lalbarra
- Waraseoni
- Kirnapur
- Balaghat
- Lanji
- Paraswada
- Birsa
- Baihar

Waraseoni i Baihar tenen 3 blocs cadascun i la resta de tehsils només un.

## Història
Al començar el segle xviii el territori estava repartit entre dos regnes gond: La part a l'oest del riu Wainganga era possessió del regne gond de Deogarh i la part a l'est pertanyia a la dinastia gond de Garha Mandla; en concret el que fou tahsil de Baihar pertanyia a Garha Mandla; la part oriental del districte pertanyia al senyor de Kawardha al que havia estat cedit en recompensa als seus servis; les parganes de les terres baixes (Hatta, Dhansua, i Lanji) pertanyien a Garha Mandla; el territori a l'oest del Wainganga era del regne de Deogarh que fou annexionat pels bhonsla de Nagpur el 1743. El 1781 els marathes van annexionar Garha Mandla i el van incorporar a la província de Saugor administrada pel peshwa maratha; el 1798 els bhonsla també van obtenir el territori de Garha Mandla, per cessió del peshwa, i bona part del que després fou el tahsil de Balaghat va quedar sota administració dels bhonsla.
Al començar el segle xix la rani gond de Ramgarh va assolar Mandla i el territori en general i quan el 1818 va passar sota influència dels britànics estava poc poblat. Llavors formava part del regne de Nagpur, el regne maratha que va quedar sota control britànic després de la tercera guerra anglo-maratha. L'11 de desembre del 1853 va morir el darrer raja Raghuji III Bhonsle, i el regne de Nagpur fou annexionat i el que després seria districte de Balaghat va quedar repartit entre els districtes britànics de Seoni i Bhandara formats vers l'octubre de 1854. La província de Nagpur va esdevenir les Províncies Centrals el 1861. A la zona hi havia diversos estats zamindiri originats en cessions fetes pels marathes. Quan fou poblat el tahsil de Baihar (agregat al districte de Mandla) i es va veure la riquesa natural del territori (la mina de coure de Malanjkhand és una de les principals d'Àsia) el 1867 es va decidir formar un nou districte amb el tahsil de Baihar i una part de terreny agafat dels districtes de Bhandara i Seoni, conjunt que va agafar el nom de Balaghat. La colonització fou encarregada al coronel Bloomfield. La capital es va establir a Burha o Boora, després reanomenada Balaghat com el districte. Es va dividir en dos tehsils: Balaghat i Baihar. El districte formava part de les Províncies Centrals, dins la divisió de Nagpur. El tahsil de Balaghat tenia 4.369 km² i una població el 1901 de 249.610,i el 1904 la superfície era de 3595 km² (després d'un ajust de territori) i la població de 239.141 habitants. La població el 1891 era de 268.108; la capital del tehsil era Balaghat i tenia un total de 582 pobles i en formaven part cinc zamindaris i part d'altres tres amb un total de 1137 km².
El districte fou afectat per les fams de 1896-1897 i en menor mesura per la de 1900. Llavors només tenia una ciutat (la capital) i 1.075 pobles habitats. El 1904 es van transferir 11 pobles al districte de Mandla a canvi d'una zona de selva. La població era hindú (75%) i animista (22%) i les llengües dominants eren el marathi i el gond. Els terratinents eren ponwars, gonds i lodhis.
Les Províncies Centrals van esdevenir Madhya Pradesh després de la independència de l'Índia. El 1956 es va crear la divisió de Jabalpur en la que fou inclosa el districte de Balaghat; els districtes al sud de Balaghat, de la divisió de Nagpur (Gondiya, Bhandara i Nagpur) foren transferits a l'estat de Bombai (després Maharashtra)